# Drosophila griseicollis
Drosophila griseicollis är en tvåvingeart som beskrevs av Becker 1919. Drosophila griseicollis ingår i släktet Drosophila och familjen daggflugor.
Artens utbredningsområde är Ecuador.